# Fülöpháza
Fülöpháza es un pueblo ubicado en el distrito de Kecskemét, en el condado de Bács-Kiskun, Hungría.

## Superficie
Posee una superficie de 47,06 kilómetros cuadrados.

## Demografía
Hasta 2019 la población era de 820 habitantes, con una densidad de población de 17,42 habitantes por kilómetro cuadrado.